# 14877 Zauberflöte
A 14877 Zauberflote (ideiglenes jelöléssel 1990 WC9) a Naprendszer kisbolygóövében található aszteroida. Eric Walter Elst fedezte fel 1990. november 19-én.